# 跃进街道 (营口市)
跃进街道，是中华人民共和国辽宁省营口市站前区下辖的一个乡镇级行政单位。

## 行政区划
跃进街道下辖以下地区：
站前社区、万有社区、勤俭社区、兴华社区和振华社区。